# Mauro Bernardi
Mauro Bernardi (Bolzano, 11 agosto 1957) è un alpinista ed ex sciatore alpino italiano.

## Biografia

### Carriera sciistica
Originario di Selva di Val Gardena e specialista delle gare tecniche, Bernardi ottenne i primi risultati di rilievo in Coppa Europa nella stagione 1976-1977, quando vinse la classifica di slalom speciale;  in Coppa del Mondo conquistò il primo risultato di rilievo il 13 dicembre dello stesso anno giungendo 5º nella medesima specialità sul difficile tracciato della 3-Tre di Madonna di Campiglio e i suoi due podi di carriera il 9 gennaio 1978 a Zwiesel (2º alle spalle dello svedese Ingemar Stenmark) e il 15 gennaio successivo a Wengen (3º dietro all'austriaco Klaus Heidegger e al bulgaro Petăr Popangelov), sempre in slalom speciale. Convocato per i successivi Mondiali di Garmisch-Partenkirchen 1978, ottenne l'11º posto nello slalom gigante e il 5º nello slalom speciale mentre ai XIII Giochi olimpici invernali di Lake Placid 1980, sua unica partecipazione olimpica, non concluse né lo slalom gigante né lo slalom speciale; ottenne l'ultimo risultato agonistico di rilievo il 10 marzo 1980 classificandosi 12º nello slalom speciale di Coppa del Mondo disputato sulle nevi di Cortina d'Ampezzo.

### Carriera alpinistica
Dal 1981 è attivo come scalatore e guida alpina. Ha aperto 25 vie nuove nelle Dolomiti e ha scalato nell'Himalaya l'Ama Dablam (6.856 m) e nella Cordillera Blanca in Perù l'Alpamayo (5.947 m). È l'ideatore della via ferrata al rifugio Stevia nel Gruppo del Puez in Val Gardena.

## Palmarès

### Coppa del Mondo
- Miglior piazzamento in classifica generale: 10º nel 1978
- 2 podi (entrambi in slalom speciale):
  - 1 secondo posto
  - 1 terzo posto

### Coppa Europa
- Vincitore della classifica di slalom speciale nel 1977[2]

### Campionati italiani
- 3 medaglie[3][4][5][6]:
  - 1 argento (slalom speciale nel 1979)
  - 2 bronzi (slalom gigante nel 1978; slalom speciale nel 1980)

## Pubblicazioni
- Arrampicare in Val Gardena, 4ª ed. Bolzano, Athesia, 2009. ISBN 978-88-87272-22-2
- Arrampicare a Cortina d'Ampezzo, 2005.
- Arrampicare sul Catinaccio, 2009.